# Truth (Chingiz-sang)
"Truth" er en sang af den aserbajdsjanske sanger Chingiz. Den repræsenterede Aserbajdsjan i Eurovision Song Contest 2019 i Tel Aviv, Israel.